# Peoria (Illinois)
Peoria is een stad in de Amerikaanse staat Illinois en telt 112.936 inwoners. Het is hiermee de 199e stad in de Verenigde Staten (2000). De oppervlakte bedraagt 114,9 km², waarmee het de 150e stad is.

## Demografie
Van de bevolking is 14,2 % ouder dan 65 jaar en bestaat voor 33,2 % uit eenpersoonshuishoudens. De werkloosheid bedraagt 4,8 % (cijfers volkstelling 2000).
Ongeveer 2,5 % van de bevolking van Peoria bestaat uit hispanics en latino's, 24,8 % is van Afrikaanse oorsprong en 2,3 % van Aziatische oorsprong.
Het aantal inwoners daalde van 113.822 in 1990 naar 112.936 in 2000.

## Klimaat
In januari is de gemiddelde temperatuur -5,8 °C, in juli is dat 24,2 °C. Jaarlijks valt er gemiddeld 920,8 mm neerslag (gegevens op basis van de meetperiode 1961-1990).

## Plaatsen in de nabije omgeving
De onderstaande figuur toont nabijgelegen plaatsen in een straal van 8 km rond Peoria.

## Geboren in Peoria
- Lee Garmes (1898-1978), cameraman en filmregisseur
- Kathryn McGuire (1903-1978), actrice
- Betty Friedan (1921-2006), feministe, schrijfster en activiste
- Marshall Thompson (1925-1992), acteur
- Richard Pryor (1940-2005), stand-upcomedian en acteur
- David Ogden Stiers (1942-2018), acteur
- Bruce Johnston (1942), musicus, lid van The Beach Boys
- Steve Vinovich (1945), acteur
- Gary Richrath (1949-2015), gitarist, zanger en tekstschrijver REO Speedwagon
- William Lane Craig (1949), filosoof
- Dan Fogelberg (1951-2007), singer-songwriter
- Tom Irwin (1956), acteur
- Tim Broe (1977), atleet

## Trivia
De stad is verbonden met de spreuk "Will it play in Peoria?", die aangeeft of een artistiek product of optreden aantrekkelijk is voor een doorsnee (mainstream) Amerikaans publiek.